# Forschungszentrum Borstel
Das Forschungszentrum Borstel – Leibniz-Lungenzentrum (FZB) ist eine Forschungseinrichtung der Leibniz-Gemeinschaft, die sich der interdisziplinären biomedizinischen Forschung auf dem Gebiet der Pneumologie, d. h. der Lungen- und Bronchialerkrankungen, verschrieben hat. Im Mittelpunkt stehen dabei Untersuchungen zu Fragen der Infektion, der Allergie und des Asthma sowie der chronischen Entzündungen der Lunge.
Das Forschungszentrum Borstel wurde 1947 als Tuberkulose-Forschungsinstitut Borstel gegründet. 1963 wurde es in eine Stiftung bürgerlichen Rechts umgewandelt. Den Namen Tuberkulose-Forschungsinstitut trug es bis 1965. Das FZB ist mit etwa 520 Mitarbeitern größter Arbeitgeber des Ortes Borstel (Gemeinde Sülfeld, Kreis Segeberg). Der Jahresetat des FZB beträgt ca. 26 Millionen Euro, davon sind etwa 8 Millionen Euro aus Drittmitteln.

## Struktur des Forschungszentrums
Das Forschungszentrum Borstel ist in drei Bereiche untergliedert, die jeweils einem Direktor zugeordnet sind:
ZentrumsdirektorUlrich Schaible
Programmbereich Infektionen
Leitung: Stefan Niemann
Programmbereich Asthma und Allergie
Leitung: Susanne Krauss-Etschmann
Medizin (Infra- und Servicestrukturbereich Medizin)
Leitung: Christoph Lange
Stand: 08/2021

Zusammen mit dem Bernhard-Nocht-Institut für Tropenmedizin und dem Leibniz-Institut für Virologie (beide in Hamburg) bildet das FZB das Leibniz Center Infection (LCI). Dieses virtuelle Leibniz-Zentrum wurde im Oktober 2005 zur Stärkung der infektiologischen Grundlagenforschung und Förderung der Verwertungsmöglichkeiten von Forschungsergebnissen gegründet.
Neben dem reinen Forschungsbetrieb befindet sich auf dem Gelände des FZB mit der Medizinischen Klinik Borstel noch ein Krankenhaus, das sich auf die Behandlung von Erkrankungen der Lunge spezialisiert hat, dazu gehört neben Allergien insbesondere auch die Tuberkulose. Als Serviceeinrichtung befindet sich das Nationale Referenzzentrum für Mykobakterien, das auch als European Reference Laboratory und Supranational Reference Laboratory von der WHO anerkannt wird, am FZB.

## Schließung der Klinik

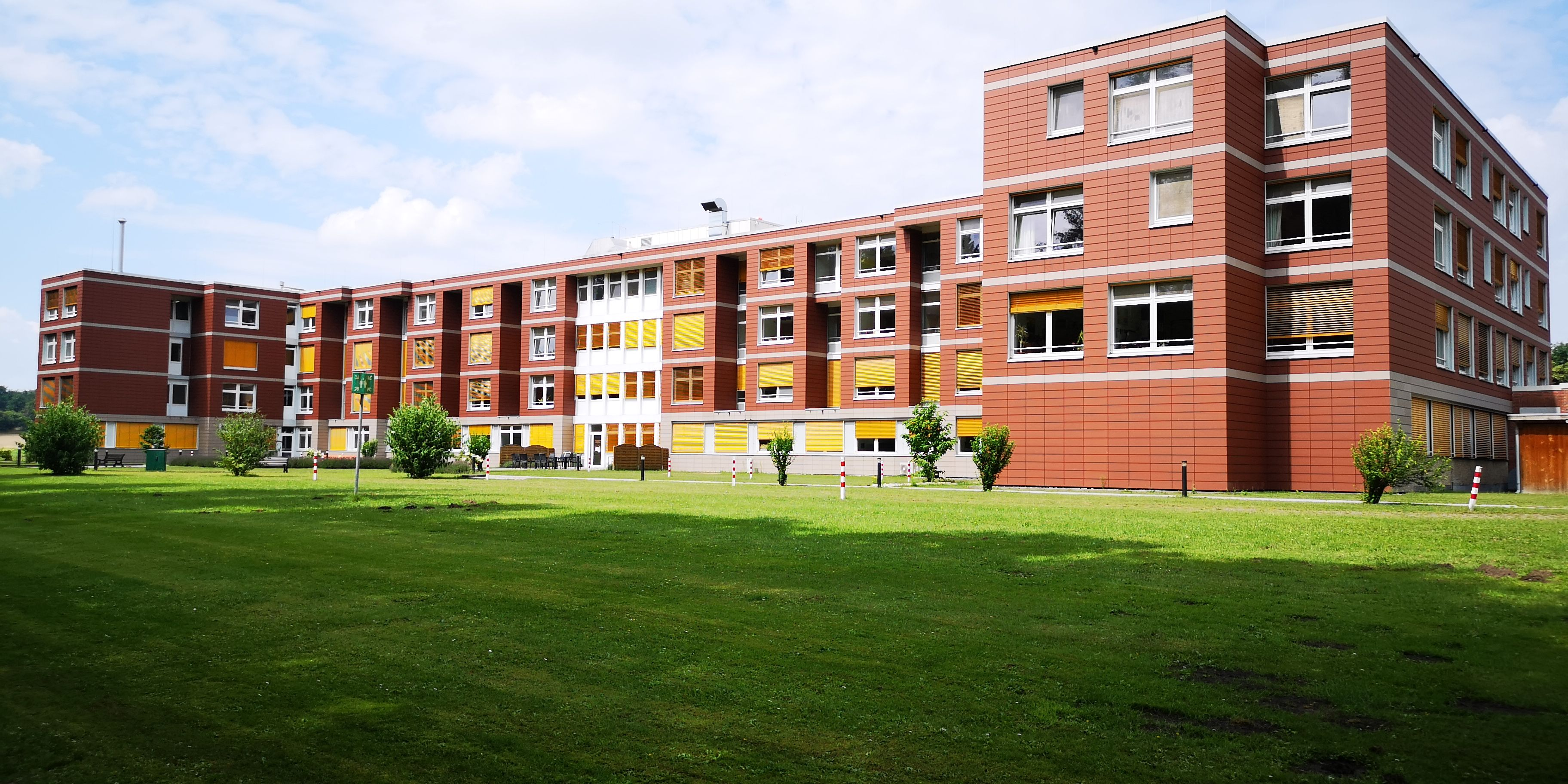
Klinikgebäude (Rückseite) 2021

In einer Pressemitteilung vom 30. Juni 2021 verkündete das Direktorium, dass die Klinik nach mehr als 70-jährigem Betrieb zum 31. Dezember 2021 geschlossen werden wird.
Zur Begründung heißt es: Die Medizinische Klinik Borstel des Leibniz Lungenzentrums kann aufgrund ihrer Größe und den gesundheitspolitischen und -ökonomischen Rahmenbedingungen zur Krankenversorgung in Deutschland am Standort Borstel nicht ohne erhebliche wirtschaftliche Verluste betrieben werden.

## Das Forschungszentrum und sein Herrenhaus

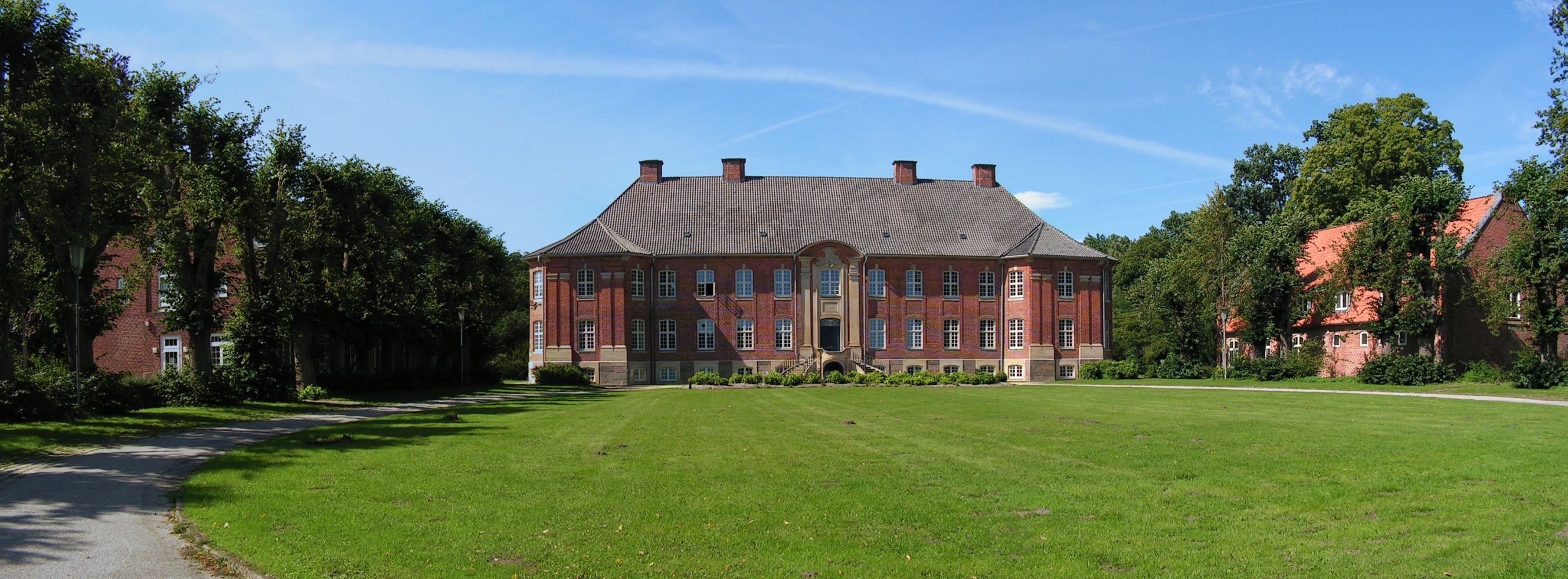
Herrenhaus Borstel

Wahrzeichen des FZB ist das 1751 erbaute Borsteler Herrenhaus im Rokoko-Stil, das sich auf dem Gelände befindet. 1930 wurde das Gut in ein Kindererholungsheim umgewandelt und hatte seitdem eine wechselvolle Geschichte als Ausbildungsstätte für den weiblichen Arbeitsdienst unter den Nationalsozialisten und als Auffanglager für Flüchtlinge nach dem Zweiten Weltkrieg. Nach der Gründung des FZB 1947 diente das Herrenhaus als Laborgebäude, Bibliothek, Kantine und Repräsentationsstätte. 2004 musste es wegen Einsturzgefahr geschlossen werden. Das Herrenhaus wurde für rund 7 Millionen Euro von 2003 bis 2007 renoviert.

## Wissenschaftliches Fehlverhalten

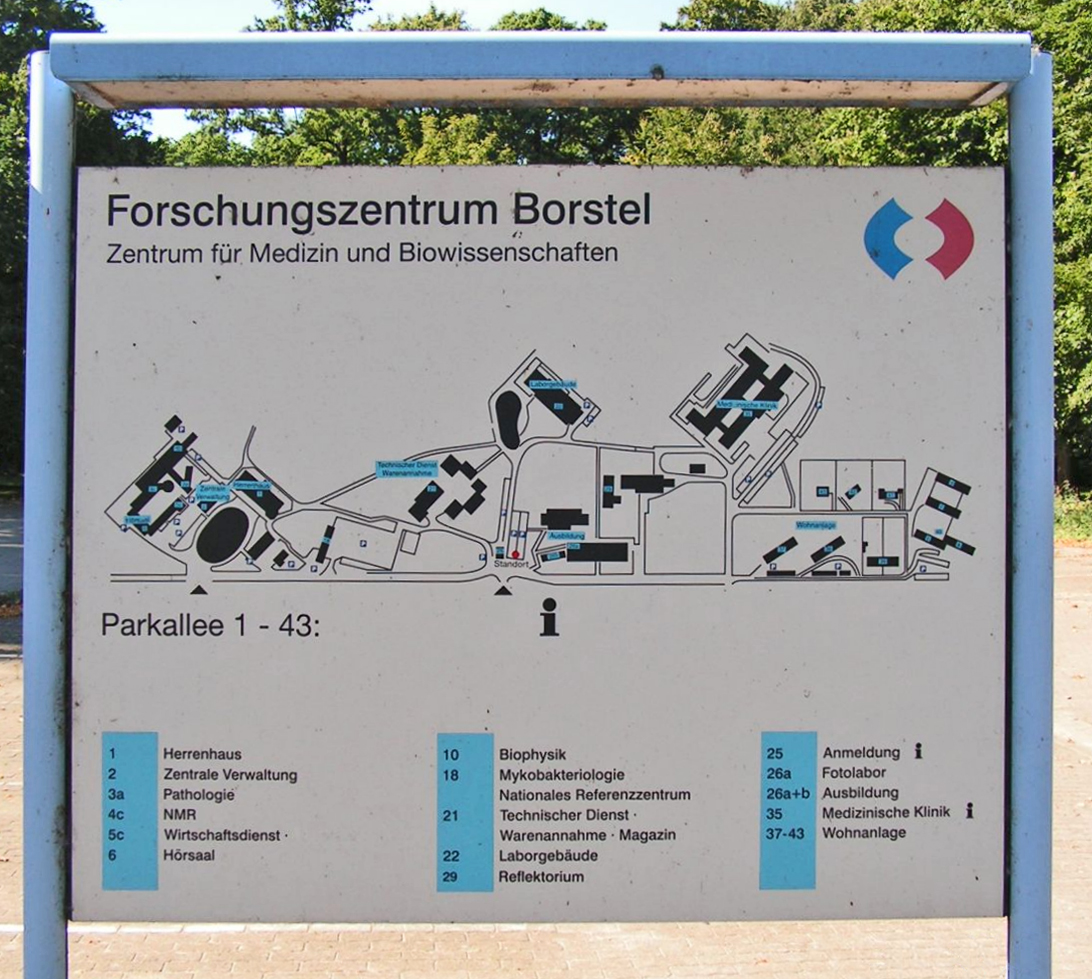
Lageplan am Eingang

Innerhalb der Laborgruppe „Immunbiologie“ ist es in den Jahren 2001–2010 zu wissenschaftlichem Fehlverhalten gekommen. Die ehemaligen wissenschaftlichen Mitarbeiter E. Bulanova und V. Budagian manipulierten Abbildungen für insgesamt sechs Publikationen. Eine Untersuchungskommission kam zu der Auffassung, dass auch der Seniorautorin und Arbeitsgruppenleiterin Silvia Bulfone-Paus eine mangelnde Wahrnehmung der Aufsichtspflicht vorzuwerfen ist. Inzwischen sind für weitere vier Veröffentlichungen Manipulationen eingeräumt worden und für weitere zwei Veröffentlichungen wurde vorsorglich ein Rückzug (Retraktion) beantragt und akzeptiert. Im Dezember 2012 entschied der Hauptausschuss der DFG gegen Bulfone-Paus den Ausspruch einer schriftlichen Rüge, den Ausschluss von der Antragsberechtigung für drei Jahre sowie die Nichtinanspruchnahme als Gutachterin und den Ausschluss aus den Gremien der DFG für drei Jahre. Da jedoch Bulfone-Paus seit Beginn der Untersuchung durch die DFG bereits von sich aus ein Ruhenlassen ihrer Ämter sowie eine Nichtinanspruchnahme als Gutachterin und in den Gremien vorgeschlagen hatte, beschloss der Hauptausschuss, diesen Zeitraum auf die getroffenen Maßnahmen anzurechnen. Es solle nur der Ausspruch einer schriftlichen Rüge nachwirken. Bulfone-Paus übt am FZB seit Oktober 2013 keine Leitungsfunktionen aus.